# Jurij Baraszian
Jurij Serhijowycz Baraszian (ukr. Юрій Сергійович Барашян, ur. 18 października 1979) – ukraiński bokser, były mistrz Europy (EBU) w kategorii półciężkiej.

## Kariera zawodowa
Jako zawodowiec zadebiutował w grudniu 2001 roku, zwyciężając w swoim debiucie przez techniczny nokaut w czwartej rundzie. W swoim szóstym pojedynku zmierzył się z Andriejem Szkalikowem, z którym przegrał na punkty. Stawką pojedynku był pas WBC CIS and Slovenian Boxing Bureau. 20 marca 2003 roku zmierzył się z Robertem Stieglitzem w pojedynku o młodzieżowe mistrzostwo świata IBF. Baraszian przegrał jednogłośnie na punkty z niepokonanym rywalem.
23 lutego 2008 roku zmierzył się z ówczesnym mistrzem Europy Thomasem Ulrichem. Ukrainiec niespodziewanie wygrał przez nokaut w ósmej rundzie. Baraszian trafił Ulricha uderzeniem z lewej ręki pod prawy łokieć, po którym Ulrich dał się wyliczyć sędziemu do 10. Nie bronił europejskiego tytułu, mierząc się 3 lipca z Hugo Garayem w pojedynku o mistrzostwo świata WBA. Argentyńczyk zwyciężył wysoko na punkty, zdobywając wakujący tytuł w kategorii półciężkiej. 10 stycznia 2009 roku zmierzył się z Zsoltem Erdeiem w walce o mistrzostwo świata WBO w kategorii półciężkiej. Baraszian stracił szansę na tytuł już przed walką, nie mieszcząc się w limicie 175 funtów. Ukrainiec po dobrej walce przegrał jednogłośnie na punkty.